# Isola Peterson
L'isola Peterson (in inglese Peterson Island) è una piccola isola antartica facente parte dell'arcipelago Windmill.
Localizzata ad una latitudine di 66° 28' sud e ad una longitudine di 110°30' est, l'isola si trova ad est della penisola Browning (costa Budd). La zona è stata mappata per la prima volta mediante ricognizione aerea durante l'operazione Highjump e l'operazione Windmill, negli anni 1947-1948. È stata intitolata dalla US-ACAN al tenente M.L. Peterson, che ha partecipato all'operazione Windmill.